# Pévange
Pévange é uma comuna francesa na região administrativa de Grande Leste, no departamento de Mosela. Estende-se por uma área de 1,94 km². Em 2010 a comuna tinha 52 habitantes (densidade: 26,8 hab./km²).